# Argoravinia aurea
Argoravinia aurea är en tvåvingeart som först beskrevs av Townsend 1918.  Argoravinia aurea ingår i släktet Argoravinia och familjen köttflugor. Inga underarter finns listade i Catalogue of Life.